# La vall del coure
 La vall del coure  (títol original en anglès: Copper Canyon) és un western estatunidenc de John Farrow, estrenat el 1950. Ha estat doblada al català.

## Argument
En una petita ciutat del Sud, després de la guerra de Secessió, uns veterans miners espoliats pels nordistes viuen aterrits per un grup de pistolers liderats per Lane Travis i apel·len a un tirador d'elit de fira que resulta en realitat ser un antic coronel de l'exèrcit confederat.

## Repartiment
- Ray Milland: Johnny Carter
- Hedy Lamarr: Lisa Roselle
- Macdonald Carey:Diputat Lane Travis
- Mona Freeman: Caroline Desmond
- Harry Carey Jr.: Tinent Ord
- Frank Faylen: Mullins
- Hope Emerson: Ma Tarbet
- Taylor Holmes: Theodosius Roberts
- Peggy Knudsen: Cora
- James Burke: Jeb Bassett
- Percy Helton: Scamper Joad
- Philip Van Zandt: Xèrif Wattling
- Francis Pierlot: Moss Balfour
- Ernö Verebes: Professor
- Paul Lees: Bat Laverne
- Robert Watson: Bixby
- Georgia Backus: Martha Bassett
- Ian Wolfe: Mr. Henderson
- Bob Kortman: Bill Newton
- Julia Faye: dona del propietari